# Альфонсо Кано
Гилье́рмо Лео́н Са́енс Ва́ргас (исп. Guillermo León Sáenz Vargaz; 22 июля 1948, Богота, Колумбия — 4 ноября 2011, Суарес, Каука, Колумбия), более известный как Альфонсо Кано (исп. Alfonso Cano) — лидер ФАРК (Революционные вооружённые силы Колумбии — Армия народа, РВСК-АН) (исп. Fuerzas Armadas Revolucionarias de Colombia — Ejército del Pueblo, FARC-EP), глава одного из политических движений ФАРК — Подпольной колумбийской коммунистической партии. Коммунист, марксист. Пост руководителя ФАРК занял после смерти в 2008 году основателя движения Мануэля Маруланды.

## Биография

### Детство, юность, студенческие годы
О детстве, юности и студенческих годах Альфонсо Кано известно чрезвычайно мало. Он окончил юридический (по другим сведениям — антропологический) факультет Национального Университета Колумбии, был лидером студенческого сообщества. Во время учёбы неоднократно сталкивался с полицией, не раз арестовывался за организацию массовых акций протеста. В университете вступил в Коммунистическую партию Колумбии.

### Деятельность в ФАРК
Вскоре после окончания университета ушёл в подполье. Считается одним из главных идеологов ФАРК. В 2000 году участвовал в создании Подпольной коммунистической партии Колумбии (исп. Partido Comunista Colombiano Clandestino), ставшей главной политической организацией ФАРК.
С 2002 года внесён в «чёрный список» террористов, опубликованный правительством Колумбии. За каждого лидера ФАРК — живого или мертвого — колумбийское правительство предлагает по 500 000 долларов США. В список наравне с Альфонсо Кано были включены полевые командиры ФАРК — Тимолеон Хименес (исп. Timoleón Jiménez), Херман Брисеньо (исп. Germán Briceño), Овидио Рикардо (исп. Ovidio Ricardo), Эфраин Гусман (исп. Efraín Guzmán) и Хоакин Гомес (исп. Joaquín Gómez). До мая 2008 года в этом списке значился и Мануэль Маруланда.

### Деятельность в качестве лидера ФАРК
После смерти создателя и лидера ФАРК Мануэля Маруланды весной 2008 года Альфонсо Кано был официально провозглашён главой ФАРК.
С начала 2008 года колумбийская армия начала активную охоту на Альфонсо Кано. После смерти Мануэля Маруланды президент Колумбии Альваро Урибе отрядил на поимку Кано около 4 тысяч солдат.
6 марта 2008 года The Miami Herald со ссылкой на колумбийскую El Tiempo сообщила, что «войска, преследующие одного из лидеров ФАРК, известного как „Альфонсо Кано“, сообщают, что он был ранен в результате вертолетной атаки 21 февраля». El Nuevo Herald также сообщила, что во время атаки Кано пробивался к границе между двумя штатами — Толима и Валье-дель-Каука, и не был пойман только из-за сильного дождя, помешавшего вертолётам.
В ноябре 2009 года газета El Espectador, ссылаясь на источники в вооружённых силах Колумбии, сообщила о некоторых изменениях внутри руководства ФАРК: согласно этому сообщению, влияние Альфонсо Кано в организации значительно ослабло, в частности в связи с почти полным отсутствием надёжных средств коммуникации в его распоряжении. Спутниковая телефонная связь, которую он использовал ранее, а также интернет-коммуникации Альфонсо Кано жёстко контролируются армией и органами безопасности Колумбии, которые идут буквально по его пятам. Ему приходится постоянно менять своё месторасположение, не оставаясь более двух ночей в одном и том же месте. Практически оставаясь в изоляции, Кано не может выполнять свою роль руководителя ФАРК. В противовес этому, влияние двух других руководителей организации — Ивана Маркеса (исп. Iván Márquez) и Тимолеона Хименеса неуклонно растёт. Оставаясь вне Колумбии или время от времени пересекая границы страны, им удаётся координировать действия ФАРК и давать приказы и инструкции рядовым членам.
В руководстве ФАРК А. Кано относился к числу сторонников политического решения конфликта и переговоров с правительством — разумеется, не на основе капитуляции, а на основе принятия новой конституции, проведения социальных и политических реформ, которые дали бы возможность партизанам стать частью легального политического процесса. Лично участвовал в переговорах с правительством в 2000 году.

### Смерть
4 ноября 2011 года, в ходе спецоперации «Одиссей», смертельное ранение получил Альфонсо Кано. По словам представителя министерства обороны Колумбии Хуана Карлоса Пинсона, Кано был убит во время боевой операции в горах на юго-западе страны. Как проходила операция, во время которой был убит Кано, известно немного — по некоторым данным, лидер ФАРК погиб в результате авианалета на базу в джунглях. Сообщается также, что определить местонахождение Кано удалось в результате перехвата звонков по мобильному телефону. За информацию, которая позволит поймать лидера ФАРК, колумбийские власти предлагали награду в 4 млн долл.. Силовые структуры также ликвидировали личного радиста Кано и его подругу. В плен попали четверо членов ФАРК, включая руководителя службы безопасности лидера. Розыск Альфонсо Кано велся более трёх лет специально созданным для этой цели подразделением. Пост Главнокомандующего ФАРК был передан Тимолеону Хименесу.